# Windelsbach
Windelsbach è un comune tedesco di 1 068 abitanti, situato nel land della Baviera.